# Camaroptère à tête grise
Camaroptera brachyura
Espèce
Statut de conservation UICN

 LC  : Préoccupation mineure
Le Camaroptère à tête grise (Camaroptera brachyura), est une espèce de passereaux de la famille des Cisticolidae.

## Répartition
Il est courant en Afrique tropicale et équatoriale. C'est une espèce endémique du continent africain.

## Liste des sous-espèces
D'après la classification de référence (version 5.2, 2015) du Congrès ornithologique international, cette espèce est constituée des cinq sous-espèces suivantes (ordre phylogénique) :
- Camaroptera brachyura pileata  Reichenow, 1891 ;
- Camaroptera brachyura fugglescouchmani  Moreau, 1939 ;
- Camaroptera brachyura bororensis  Gunning & Roberts, 1911 ;
- Camaroptera brachyura constans  Clancey, 1952 ;
- Camaroptera brachyura brachyura  (Vieillot, 1821).

Camaroptera brevicaudata a été séparée de cette espèce. Elle est désormais reconnue comme une espèce à part entière, le Camaroptère à dos gris. Elle est constituée de 11 sous-espèces qui été auparavant considérées comme celles du camaroptère à tête grise.